# Attokro
Attokro (anterior numită Attokro-Rékesso) este o localitate reședință de comună din departamentul M'bahiakro, regiunea N'zi-Comoé, Coasta de Fildeș.